# Antoine III. de Clermont
Antoine III. de Clermont (* wohl 1498; † 2. April 1578), Baron und später erster Graf von Clermont en Viennois, war Gouverneur der Dauphiné und Lieutenant-général des Königs in Savoyen.
Er war darüber hinaus Vicomte von Tallard und von Clermont-en-Trièves (bis 1566), Herr von Ancy-le-Franc, von Husson, Laignes, Cruzy, Chassignelles, Griselles, Paladru, Auriples, La Motte-de-Galaure (en partie) etc.

## Leben
Antoine ist der älteste Sohn von Bernardin de Clermont, Vicomte de Tallart, und Anne de Husson, Comtesse de Tonnerre, und stammt aus dem Haus Clermont-Tonnerre, einer französischen Adelsfamilie, deren Abstammung seit dem Ende des 11. Jahrhunderts belegt ist.
Nach dem Tod seines Vaters im Jahr 1522 trat er die Nachfolge der Vicomté de Tallard und seiner anderen Güter an, während seine Schwester Louise (1504–1596) die Grafschaft Tonnerre erbte. Als Claude de Clermont, sein Großcousin (Sohn von Antoine II, seinerseits Sohn von Louis de Clermont, Bernardins älterem Bruder), 1540 starb, vereinigte Antoine III. aufgrund der Substitution vom 26. März 1494 alle Ländereien des Hauses de Clermont in einer Hand. Am 13. April 1532 heiratete er Françoise de Poitiers, die ältere Schwester von Diane de Poitiers, ab 1548 Herzogin von Valentinois.

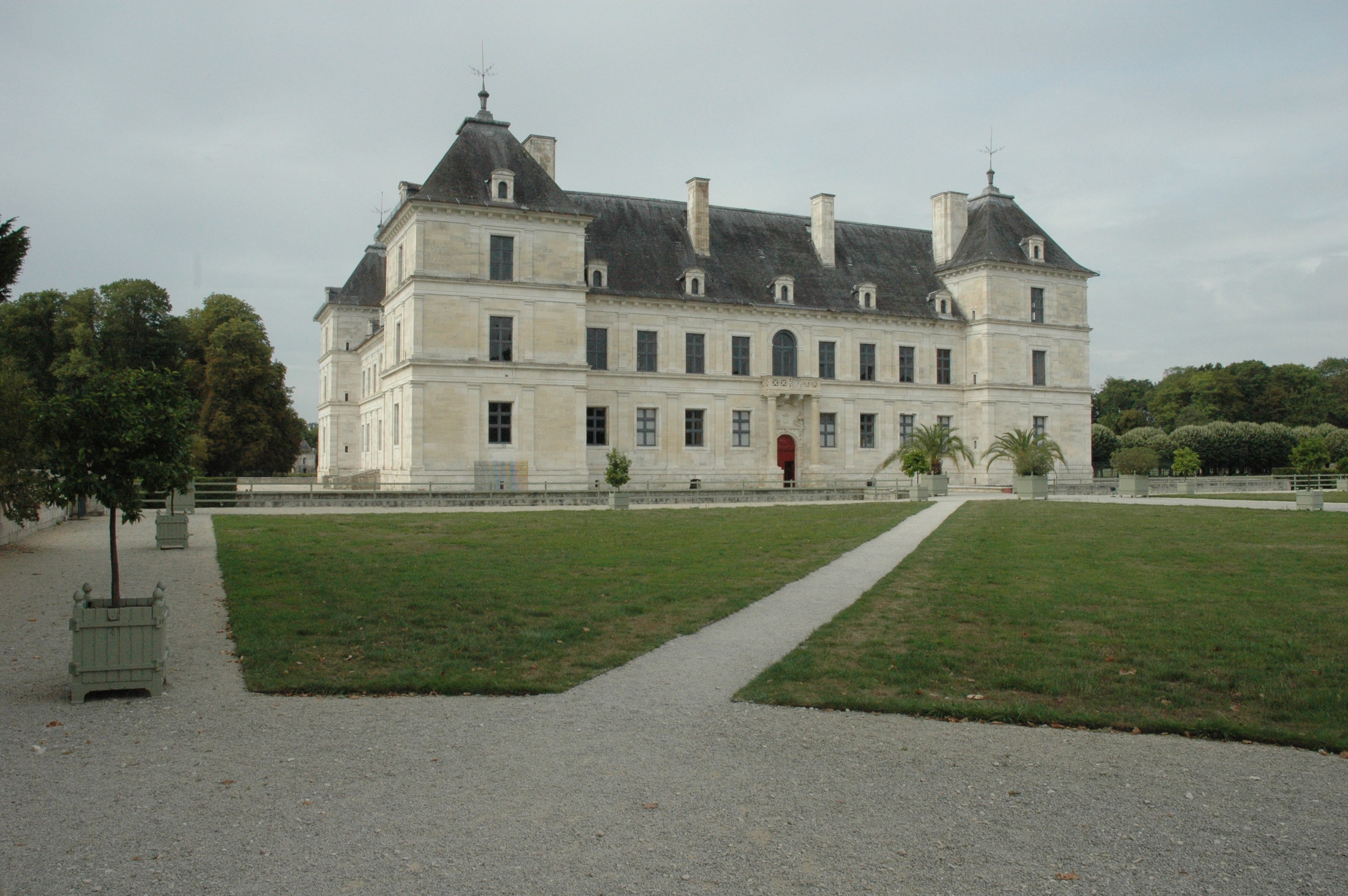
Schloss Ancy-le-Franc, 2015

Ab 1544 ließ er das majestätische Château d’Ancy-le-Franc unweit von Tonnerre errichten. Mit den Bauarbeiten wurde der Architekt Sebastiano Serlio beauftragt.
Zu seinen Gunsten wurde die Baronie Clermont von König Heinrich II. im Oktober 1547 in eine Grafschaft umgewandelt, was am 24. Dezember 1547 in der Chambre des comptes von Grenoble eingetragen wurde. In seinen Briefen bezeichnet der König Antoine de Clermont als seinen Cousin. Er gewährte ihm die Ländereien La Bastie und Paladru der Grafschaft Clermont einzugliedern. Im Jahr 1551 wurde er zum Grand-maître et Général réformateur des Eaux et Forêts de France (Großmeister und Generalreformer der französischen Wasser- und Forstwirtschaft) ernannt; dieses Amt übte er bis zu seinem Rücktritt 1554 aus. Am 1. November 1559 war er Generalleutnant des Königs in der Dauphiné.
Er verfasste am 2. April 1578 sein Testament und starb noch am gleichen Tag.

## Ehe und Nachkommen
Mit Françoise de Poitiers hatte er zwei Söhne und vier Töchter:
- Claude (X 3. Oktober 1569 in der Schlacht bei Moncontour) Vicomte de Tallart
- Henri (* 1540; X April 1573 bei der Belagerung von La Rochelle), Comte de Clermont et de Tonnerre (1547), Vicomte de Tallart, Duc de Clermont et de Tonnerre (1. Mai 1571, bestätigt 1. Juni 1572), Pair de France, Gouverneur von Bourbonnais und Auvergne; ⚭ 17. Mai 1570 Diane de La Marck (* 1544; † 1612), Tochter von Robert IV. de La Marck, Duc de Bouillon, und Françoise de Brézé, Comtesse de Maulévrier (Tochter von Diane de Poitiers), Witwe von Jacques de Clèves, Herzog von Nevers; Diane heiratete 1579 in dritter Ehe Jean Babou de La Bourdaisière, Comte de Sagonne (X 21. September 1589 in der Arques beo Arques)
- Anne († nach 10. September 1595); ⚭ 1. Oktober 1561 Jean de Pérusse, dit d’Escars († 21. September 1595) Prince de Carency, Comte de la Vauguyon, 1578 Ritter im Orden vom Heiligen Geist
- Diane; ⚭ Floris-Louis de Vesc, Comte de Montlaur et de Grimaud († 1608)
- Charlotte, Mätresse des Königs Heinrich III.; ⚭ (1) 1580 Claude d’Amoncourt, Seigneur de Montigny-sur-Aube († 1582); ⚭ (2) Jean d’O, Seigneur de Manou et de Nully, 1586 Staatsrat; ⚭ (3) 1598 Gabriel du Quesnel, Seigneur de Coupigny
- Françoise(† 1608 in Pézenas); ⚭ 28. August 1569 Jacques II. de Crussol, Duc d’Uzès, Pair de France, Gouverneur des Languedoc († 7. September 1594 in Paris)

Antoine de Clermont hatte außerdem zwei außereheliche Söhne:
- Antoine Bâtard de Clermont, der im Testament von 1578 bedacht wurde
- Claudine Bâtarde de Clermont; ⚭ Humbert de Corbeau († vor 1578), 1567 Seigneur de Vaulserre, testiert 2. März 1568